# 荀綽
荀绰（?—?），字彦舒，西晋颍川郡颍阴县（今河南省许昌市）人。荀勖之孙，荀辑之子。
荀绰博学有才能。西晋永嘉末年，担任司空从事中郎，事奉安北将军王浚。建兴二年（314年）石勒杀王浚，查抄王浚部属家财，都达到巨万，只有荀绰、裴宪之家盐米仅各数十斛，另有书百余卷。石勒任命他为参军，著有《晋后书》十五篇。《晋后略》、《晋百官表注》，后存辑本。